# Афанасия Эгинская
Святая Афанасия Эгинская (VIII век, Эгина, Аттика — 14 августа 860) — святая, которая работала в Византийской империи и некоторое время была советницей императрицы Феодоры II.
Она была аббатиссой и была известна своим чудесным исцелением больных и одержимых.

## Жизнь
Жизнь святой Афанасии описана в житии, которое находится в рукописи Vaticanus Graecus 1660 от 916 года; автор неизвестен. Однако учёные считают, что автором, скорее всего, был мужчина (так как в произведении встречаются высказывания в мужском роде), и что произведение было написано вскоре после смерти святой Афанасии. Краткое житие Афанасии содержится в греческих Синаксарях (например, Paris. Coisl. 223, 1301 год) и в печатной Минее (Венеция, 1603).
Святая Афанасия была дочерью христианских дворян, Никиты и Ирины. Когда она была молодой девушкой, она испытала мистический союз со звездой, слившейся с её сердцем, когда ткала на станке. Она хотела жить духовной жизнью, но указ императора Михаила II Травла требовал, чтобы все незамужние женщины брачного возраста выходили замуж за солдат. В 16 лет по настоянию родителей она подчинилась и вышла замуж за молодого офицера. Через шестнадцать дней после свадьбы её муж был убит во время набега арабских пиратов. Она снова вышла замуж, тоже против своего желания, на этот раз за глубоко религиозного человека, который позднее с её благословения принял постриг.
Тогда святая Афанасия раздала большую часть своего имущества, превратила их дом в женский монастырь, построила три церкви. Она служила настоятельницей и была известна своим чудесным исцелением больных и одержимых. Позже её община перебралась в Тимию возле древнего храма Стефана Первомученика. Сюда стекались толпы, чтобы увидеть её. Когда её слава выросла, она переехала в Константинополь в поисках уединения в келье в качестве анахоретки на семь лет. Во время отшельничества она была советницей императрицы Феодоры II. Через семь лет она вернулась на Эгину, где через три дня в Тимии, 14 августа 860 года, умерла естественной смертью.
Её реликвии хранятся в Тимии в специально сделанном реликварии и почитаются за их предполагаемую целебную силу.
Предполагается, что с ней связано одно из первых письменных упоминаний о цыганах, «Atsinganoi» (греч.). Во время голода в IX веке, в 800 году, святая Афанасия дала пищу «иноземцам, называемым Атсинганой» недалеко от Фракии.